# 壽美
壽美（ことみ、1996年7月28日 - ）は、日本の元キックボクサー。東京都渋谷区出身。NEXT LEVEL渋谷所属。第5代Krush女子フライ級王者。

## 経歴
2017年10月14日、KHAOS 4においてデビュー戦を迎え、テキサス・アユミにTKO勝利。2018年5月26日、RINAに判定3-0で勝利。Krush 94においてワン・ジンロンと対戦し、判定勝ち。2019年8月31日、Krush 104においてヨセフィン・ノットソンと対戦し、判定0-3で敗れた。
2019年12月28日、K-1 WORLD GP 2019 JAPANにおいてK-1のデビュー戦を迎えると、真優を判定3-0で破った。その後、Krush 113においてNA☆NAに判定勝ち。
2020年11月3日、K-1 WORLD GP 2020 JAPANにおいて、KANAに判定3-0で勝利し、ノンタイトル戦ながら王者を破る番狂わせを演じた。
Krush女子フライ級王座決定トーナメントに参戦し、2021年1月23日、準決勝で芳美に判定3-0で勝利。Krush 124で行われた決勝では、真優と対戦し、判定3-0で破り、王座獲得を果たした。試合後の記者会見で、彼女はK-1女子フライ級王座を懸けてKANAと再戦したいと述べた。
2021年9月20日、K-1 WORLD GP 2021 JAPANにおいて53kg契約で櫻井梨華子と対戦し、判定勝ち。
2022年2月27日、K-1 WORLD GP 2021 JAPANにおいてK-1女子フライ級タイトルマッチでKANAに挑戦する予定だったが、スパーリング中の脳のダメージで欠場することになり、代役としてRANが出場した。
その後、復帰を目指していたものの、スパーリングで脳の症状が再発し、2023年8月1日に現役引退を表明した。

## 獲得タイトル
- 第5代Krush女子フライ級王者[16]

## 入場テーマ曲
- 「Fight Song」 - レイチェル・プラッテン